# Rastede (Schiff)
Die Rastede war ein 1907 gebauter deutscher Fischdampfer, der im Ersten Weltkrieg als Vorpostenboot diente. Nach einem Seeunfall 1935 wurde das Schiff abgewrackt. Benannt war das Schiff nach der Ortschaft Rastede im Amt Oldenburg, Großherzogtum Oldenburg, seinerzeit Sommerresidenz der oldenburgischen Großherzöge.

## Dienstzeit
Vermutlich wurde die Rastede im Auftrag der Reederei J. Wieting in Bremerhaven gebaut. Ab Oktober 1907 diente sie dort unter dem Fischereikennzeichen „BX 71“ (BX = Bremerhaven) bis zum Kriegsausbruch 1914.
Bereits am 3. August 1914 diente sie als Vorpostenboot in der Hafenflottille Jade-Weser. Über die Bewaffnung liegen keine Angaben vor. Am 29. Oktober 1914 sank sie in der Außenjade durch Kollision; Einzelheiten sind unbekannt. Die Rastede sank, wurde aber wieder gehoben und repariert. Ab dem 1. März 1915 diente sie in der Nordseevorpostenflottille, ab dem 7. Juni 1917 in der Vorpostenflottille West. Offenbar wurde sie am 30. November 1918, also gut drei Wochen nach dem Waffenstillstand vom 11. November, aus der Liste der Kriegsschiffe gestrichen und wieder ihrer Reederei übergeben und trug vermutlich wieder die alte Kennung „BX 71“.
Über den weiteren Verbleib ist lediglich bekannt, dass sie ab dem 16. Juni 1930 die Fischereikennung „ON 120“ (ON = Oldenburgisch Nordenham) trug, ab dem 4. September 1934 die Kennung „PG 421“ (PG = Preußisch Geestemünde). Am 18. Oktober 1935 kollidierte sie im Kattegat fünf Seemeilen nördlich des dänischen Feuerschiffs Anholt-Knob mit dem deutschen Segelschiff Herzogin Cecilie. Während das Segelschiff nur geringe Schäden erlitt, wurde die Rastede dabei so stark beschädigt, dass sich eine Reparatur nicht mehr lohnte. Am 18. Dezember 1935 wurde sie der Firma H. Kubatz in Wewelsfleth zum Abwracken übergeben.